# Österreichische Alpine Skimeisterschaften 2012
Die Österreichischen Alpinen Skimeisterschaften 2012 fanden vom 19. bis 25. März in Kärnten statt. Austragungsorte waren Innerkrems und die Gerlitzen. Die Damenabfahrt musste wegen Gewitters um einen Tag verschoben werden, die für 26. März geplanten Super-Kombinationen wurden ersatzlos gestrichen. Die Rennen waren international besetzt, um die Österreichische Meisterschaft fuhren jedoch nur die österreichischen Teilnehmer.

## Herren

### Abfahrt
| Platz | Name                 | Zeit        |
| ----- | -------------------- | ----------- |
| 1     | Max Franz            | 1:14,59 min |
| 2     | Klaus Kröll          | 1:14,77 min |
| 3     | Matthias Mayer       | 1:14,84 min |
| 4     | Andreas Sander (GER) | 1:15,40 min |
| 5     | Boštjan Kline (SLO)  | 1:15,45 min |
| 6     | Rok Perko (SLO)      | 1:15,48 min |
| 7     | Georg Streitberger   | 1:15,57 min |
| 8     | Andreas Romar (FIN)  | 1:15,64 min |
| 9     | Vincent Kriechmayr   | 1:16,02 min |
|       | Manuel Kramer        | 1:16,02 min |

Datum: 24. März 2012

Ort: Innerkrems

### Super-G
| Platz | Name                 | Zeit        |
| ----- | -------------------- | ----------- |
| 01    | Hannes Reichelt      | 1:28,61 min |
| 02    | Otmar Striedinger    | 1:28,62 min |
| 03    | Thomas Frey (FRA)    | 1:29,08 min |
| 04    | Joachim Puchner      | 1:29,12 min |
| 05    | Andreas Sander (GER) | 1:29,15 min |
| 06    | Klaus Kröll          | 1:29,47 min |
| 07    | Vincent Kriechmayr   | 1:29,52 min |
| 08    | Romed Baumann        | 1:29,56 min |
| 09    | Andreas Romar (FIN)  | 1:29,81 min |
| 10    | Bernhard Graf        | 1:29,92 min |

Datum: 21. März 2012

Ort: Innerkrems

### Riesenslalom
| Platz | Name                      | Zeit        |
| ----- | ------------------------- | ----------- |
| 01    | Christoph Nösig           | 2:02,34 min |
| 02    | Marcel Mathis             | 2:02,42 min |
| 03    | Bernhard Graf             | 2:02,47 min |
| 04    | Daniel Meier              | 2:03,08 min |
| 05    | Žan Kranjec (SLO)         | 2:03,50 min |
| 06    | Vincent Kriechmayr        | 2:03,58 min |
| 07    | Björn Sieber              | 2:03,78 min |
| 08    | Maarten Meiners (NED)     | 2:03,85 min |
| 09    | Christof Innerhofer (ITA) | 2:04,00 min |
| 10    | Clemens Dorner            | 2:04,13 min |

Datum: 19. März 2012

Ort: Innerkrems

### Slalom
| Platz | Name                   | Zeit        |
| ----- | ---------------------- | ----------- |
| 01    | Kryštof Krýzl (CZE)    | 1:50,35 min |
| 02    | Mario Matt             | 1:50,47 min |
| 03    | Filip Trejbal (CZE)    | 1:50,76 min |
| 04    | Natko Zrnčić-Dim (CRO) | 1:51,29 min |
| 05    | Manuel Feller          | 1:51,65 min |
| 06    | Magnus Walch           | 1:52,13 min |
| 07    | Paul Zimmermann        | 1:52,21 min |
|       | Matthias Tippelreither | 1:52,21 min |
| 09    | Matej Vidović (CRO)    | 1:52,52 min |
| 10    | Marc Digruber          | 1:52,64 min |

Datum: 20. März 2012

Ort: Innerkrems

### Super-Kombination
Abgesagt.

## Damen

### Abfahrt
| Platz | Name                | Zeit        |
| ----- | ------------------- | ----------- |
| 01    | Edit Miklós (HUN)   | 1:23,11 min |
| 02    | Tamara Tippler      | 1:23,62 min |
| 03    | Mirjam Puchner      | 1:24,00 min |
| 04    | Stephanie Venier    | 1:24,29 min |
| 05    | Cornelia Hütter     | 1:24,36 min |
| 06    | Nadine Tschernitz   | 1:24,41 min |
| 07    | Rosina Schneeberger | 1:24,79 min |
| 08    | Mariella Voglreiter | 1:24,92 min |
| 09    | Johanna Ebner       | 1:24,97 min |
| 10    | Anna Duregger       | 1:25,16 min |

Datum: 25. März 2012

Ort: Innerkrems
Die Abfahrt wurde um einen Tag verschoben, nachdem sie am ursprünglichen Termin, dem 24. März, wegen Gewitters nach zehn Läuferinnen abgebrochen werden musste.

### Super-G
| Platz | Name                | Zeit        |
| ----- | ------------------- | ----------- |
| 01    | Stefanie Köhle      | 1:23,35 min |
| 02    | Mirjam Puchner      | 1:23,77 min |
| 03    | Tamara Tippler      | 1:24,16 min |
| 04    | Nicole Schmidhofer  | 1:24,37 min |
| 05    | Cornelia Hütter     | 1:24,38 min |
| 06    | Michaela Rainer     | 1:24,66 min |
| 07    | Ricarda Haaser      | 1:24,71 min |
| 08    | Lisa-Maria Zeller   | 1:24,74 min |
| 09    | Mariella Voglreiter | 1:24,76 min |
| 10    | Stephanie Venier    | 1:24,86 min |

Datum: 21. März 2012

Ort: Gerlitzen

Piste: Klösterle I, Nordabfahrt

Start: 1424 m, Ziel: 1010 m

Höhendifferenz: 414 m

### Riesenslalom
| Platz | Name                   | Zeit        |
| ----- | ---------------------- | ----------- |
| 01    | Stefanie Köhle         | 2:15,81 min |
| 02    | Nicole Hosp            | 2:16,01 min |
| 03    | Veronique Hronek (GER) | 2:16,41 min |
| 04    | Mirjam Puchner         | 2:16,81 min |
| 05    | Ricarda Haaser         | 2:17,40 min |
| 06    | Jessica Depauli        | 2:17,43 min |
| 07    | Carmen Thalmann        | 2:17,87 min |
| 08    | Margret Altacher       | 2:18,35 min |
| 09    | Lisa-Maria Zeller      | 2:18,50 min |
| 10    | Michaela Schmotz       | 2:18,62 min |

Datum: 19. März 2012

Ort: Gerlitzen

Piste: Klösterle I, Nordabfahrt

Start: 1326 m, Ziel: 1004 m

Höhendifferenz: 322 m

### Slalom
| Platz | Name                    | Zeit        |
| ----- | ----------------------- | ----------- |
| 01    | Jessica Depauli         | 1:35,44 min |
| 02    | Carmen Thalmann         | 1:35,73 min |
| 03    | Alexandra Daum          | 1:35,87 min |
| 04    | Nevena Ignjatović (SRB) | 1:36,71 min |
| 05    | Rosina Schneeberger     | 1:36,77 min |
| 06    | Kathrin Zettel          | 1:36,97 min |
| 07    | Ricarda Haaser          | 1:37,18 min |
| 08    | Lisa-Maria Zeller       | 1:37,20 min |
| 09    | Beatrice Pössendorfer   | 1:37,25 min |
| 10    | Stefanie Wopfner        | 1:37,32 min |

Datum: 20. März 2012

Ort: Gerlitzen

Piste: Klösterle I, Nordabfahrt

Start: 1155 m, Ziel: 1004 m

Höhendifferenz: 151 m

### Super-Kombination
Abgesagt.